# 마르틴 부트케
마르틴 부트케(독일어: Martin Wuttke, 1962년 2월 8일~)는 독일의 배우, 영화 감독이다.

## 작품 목록

### 영화
- 해피니스 석스 (2018년)
- 라데군트 (2018년)
- 콜로니아 (2015년) - 닐스 비더만 역
- 피버 (2014년)
- 모스트 원티드 맨 (2014년) - 사령관 역
- 클라우드 아틀라스 (2012년)
- 한나 (2011년)
- 바스터즈: 거친 녀석들 (2009년) - 아돌프 히틀러 역
- 델타 (2008년)
- 침묵의 거주자 (2007년)
- 디텍티브 (2006년)
- 로젠스트라시 (2003년)
- 핸드 인 핸드 (2001년) - 피터 역
- 레전드 오브 리타 (2000년)